# Mariano Rojas
Mariano Rojas (Cieza, 12 juni 1973 - Murcia, 23 juni 1996) was een Spaans wielrenner.

## Carrière
Rojas werd beroepsrenner in 1994 bij ONCE. Hij was de oudere broer van José Joaquin Rojas. Hij behaalde enkele ereplaatsen als jonge prof, zoals een derde plaats in de Ronde van Andalusië in 1995. In 1995 reed hij de Ronde van Frankrijk. Hij was de jongste renner in die Tour. Met een 13de plaats in de proloog begon hij sterk aan de Tour. Door een val brak hij zijn sleutelbeen en diende op te geven. Ook in 1996 was hij geselecteerd voor de Ronde van Frankrijk. 

## Overlijden
Op 21 juni 1996 was hij betrokken bij een verkeersongeval bij de voorbereiding op het Spaans Kampioenschap. Hij bezweek twee dagen later aan zijn verwondingen.

## Resultaten in voornaamste wedstrijden
| Jaar | Ronde van Italië | Ronde van Frankrijk | Ronde van Spanje |
| ---- | ---------------- | ------------------- | ---------------- |
| 1995 |                  | opgave              |                  |